# Alfredo Granja
Alfredo Granja Rodríguez (* 2. Mai 1891 in Montevideo; † 1. September 1941) war ein uruguayischer Fußballspieler.

## Karriere

### Verein
Granja soll 1913 zunächst für den Reformers FC gespielt haben. Er gehörte mindestens von 1914 bis 1916, von 1920 bis 1924 und 1926 dem Peñarol Montevideo an. Er agierte in seinem ersten Jahr bei den Aurinegros in der Rolle des linken Verteidigers und gehörte der Stammformation an. Ab 1915 lief er fortan auf der Rechtsverteidigerposition auf. Dort war er überwiegend Stammspieler. Lediglich 1916 teilte er sich die Einsatzzeiten mit Manuel Varela, 1919 mit Pedro Rímolo und 1924 bzw. 1926 mit Demis D'Agosti. Mit den Aurinegros holte er 1921 den Meistertitel in der Primera División. 1924 gewann Granja mit seiner Mannschaft die von der Federación Uruguaya de Fútbol (FUF) ausgerichtete Parallelmeisterschaft während der Spaltung der Verbandsstrukturen in Uruguay. Auch die nach der Wiedervereinigung ausgespielte Copa del Consejo Provisorio des Jahres 1926, die von der Asociación Uruguaya de Fútbol (AUF) heutzutage nicht als offizielle Meisterschaft anerkannt wird, entschied sein Team zugunsten Peñarols.

### Nationalmannschaft
Granja war Mitglied der A-Nationalmannschaft Uruguays. Von seinem Debüt am 15. Juni 1913 bei der Copa Roque Saenz Pena gegen Argentinien bis zu seinem letzten Einsatz am 31. August 1924 absolvierte er nach Angaben der RSSSF sechs Länderspiele. Ein Länderspieltor erzielte er nicht.

### Erfolge
- Uruguayischer Meister: 1921, 1924 (FUF), (1926)